# Humbert
Humbert ist ein männlicher Vorname und ein Familienname.

## Herkunft und Bedeutung
Der Name Humbert geht auf den althochdeutschen Männernamen Hunbert zurück (hunj = junges Tier, junger Bär und beraht = glänzend).

## Varianten
- Humprecht
- Humbertus
- Humberto (portugiesisch, spanisch)
- Umberto (italienisch)

## Namenstag
3. März (Gedenktag von Humbert III. von Savoyen)

## Namensträger

### Vorname
Mittelalter (historisch geordnet)
- Humbert († 842), Bischof von Würzburg (832–842), siehe Hunbert
- Humbert I. (Savoyen) (1003–1048; genannt: Humbert mit den weißen Händen), Graf von Savoyen
- Humbert von Silva Candida (* um 1006 oder 1010; † 1061; auch Humbert von Moyenmoutier), Kardinal und Benediktinermönch
- Humbert II. (Savoyen) (* um 1060 in Carignano; † 1103; genannt der Starke oder der Dicke), Graf von Savoyen
- Humbert (Bremen), von 1101 bis 1104 Erzbischof des Erzbistums Hamburg-Bremen

- Humbert de Grammont († 1135), von 1119/20 bis 1135 Bischof von Genf
- Humbert III. (Savoyen) („der Heilige“; * um 1120; † 1189), Graf von Savoyen, 1838 seliggesprochen
- Humbert III. (Beaujeu) († um 1192), Herr von Beaujeu
- Humbert V. (Beaujeu) (1189–1250), Herr von Beaujeu und Connétable von Frankreich
- Humbert I. (Viennois) (Humbert I. de La Tour-du-Pin; um 1240–1307), Seigneur de La Tour-du-Pin, später Dauphin von Viennois
- Humbert II. (Viennois) (1312–1355), von 1333 bis 1349 Dauphin von Viennois
- Humbert V. (Chevron)  († 1360er), Landvogt und Vizedom in Savoyen
- Humbert von Neuenburg († 1417), von 1395 bis 1417 Bischof von Basel

Neuzeit (alphabetisch geordnet)
- Humbert Achamer-Pifrader (1900–1945), österreichischer SS-Standartenführer
- Humbert Balsan (1954–2005), französischer Filmproduzent
- Humprecht Johann Czernin von Chudenitz (1628–1682), Diplomat im Dienste Kaiser Leopolds I. und Kunstsammler
- Humbert Dell’mour (1881–1948), österreichischer Dichter und Sprachwissenschaftler
- Humbert Fink (1933–1992), österreichischer Schriftsteller und Journalist
- Humpert von Langen (unbekannt–1614), fürstlichen-hennebergischer und kursächsischer Hofbeamter
- Humbertus Guilelmus de Precipiano (1627–1711), Abt von Bellevaux und Erzbischof von Mecheln

### Familienname
- Abraham von Humbert (1689–1761), deutscher Mathematiker, Geograph, Ingenieur und Offizier
- Agnès Humbert (1894–1963), französische Kunsthistorikerin Widerstandskämpferin
- Aimé Humbert-Droz (1819–1900), Schweizer Politiker
- Amédor Humbert-Droz (1798–1865), Schweizer Politiker
- Amélie Humbert-Droz (1851–1936), Schweizer Sekretärin, Redaktorin und Feministin
- Ashley Humbert (* 1982), australischer Radrennfahrer
- Carl Philipp Humbert (1829–1867), deutscher Landrat
- Charles Humbert (1891–1958), Schweizer Maler
- Claas Hugo Humbert (1830–1904), deutscher Romanist
- Claude-Alain Humbert (1955–2014), Schweizer Autor
- Fernand Humbert (1842–1934), französischer Maler
- Friedrich Humbert (1887–1941), deutscher Politiker (SPD)
- Georg Humbert (1839–1898), deutscher Politiker
- Georges Humbert (Mathematiker) (1859–1921), französischer Mathematiker
- Georges Louis Humbert (1862–1921), französischer General
- Gustav Humbert (* 1950), deutscher Manager
- Gustave Amédée Humbert (1822–1894), französischer Politiker und Jurist
- Jacqueline Humbert (* 1952), US-amerikanische Sängerin und Bühnenbildnerin
- Jean Humbert (Politiker) (1798–1865), Schweizer Politiker
- Jean Humbert (Philologe) (1901–1980), französischer Gräzist
- Jean-Henri Humbert (1887–1967), französischer Botaniker
- Jean Joseph Amable Humbert (1767–1823), französischer General
- Jean Louis Humbert (1895–1975), französischer General
- Jean Paul Humbert (1766–1831), deutscher Unternehmer und Politiker
- Jenny Humbert-Droz (1892–2000), Schweizer Frauenrechtlerin und Autorin
- Josep Barberà i Humbert (1874–1947), spanischer Komponist und Musikpädagoge
- Jules Humbert-Droz (1891–1971), Schweizer Pastor und Journalist
- Julien Humbert (* 1984), französischer Fußballspieler
- Marie Humbert-Droz (1819–1888), Schweizer Erzieherin, Redaktorin und Feministin
- Marie-Thérèse Humbert (* 1940), mauritische Schriftstellerin
- Nicolas Humbert (* 1958), deutscher Filmemacher
- Nicole Humbert (* 1972), deutsche Leichtathletin
- Paul Humbert (1885–1972), Schweizer evangelischer Theologe, Hochschullehrer und Bibliothekar
- Pierre Humbert (Verleger) (um 1680–1758), französischer Verleger
- Pierre Humbert (Architekt) (1848–1919), französischer Architekt
- Pierre Humbert (Mathematiker) (1891–1953), französischer Mathematiker
- Roger Humbert (* 1929), Schweizer Künstler und Fotograf
- Thérèse Humbert (1855–nach 1939), französische Betrügerin
- Ugo Humbert (* 1998), französischer Tennisspieler
- Vincent Humbert (1981–2003), französisches Unfallopfer und Autor

### Kunstfigur
- Humbert Humbert, männliche Hauptperson in Vladimir Nabokovs Roman Lolita und dessen Verfilmungen

## Nachweise
1. ↑  Vornamen Namenstage Lexikon, abgerufen am 10. November 2017